# Jonas Sagstetter
Jonas Sagstetter (* 21. April 1999 in Landshut) ist ein deutscher Volleyball- und Beachvolleyballspieler.

## Karriere Halle
Sagstetter kam durch seine Eltern zum Volleyball. Er begann seine Karriere 2005 in seinem Heimatort Landshut. Mit dem ASV Dachau wurde er deutscher Meister der U18. Im September 2014 hatte er bei Dachau seinen ersten Einsatz in der Zweiten Bundesliga Süd. Parallel war der deutsche Juniorennationalspieler mit einem Zweitspielrecht beim Nachwuchsteam VC Olympia Kempfenhausen. Von 2015 bis 2017 war Sagstetter mit dem Volleyball-Internat Frankfurt in der 2. Bundesliga Nord aktiv. Danach wechselte er zum neugegründeten deutsch-österreichischen Bundesligisten Hypo Tirol Alpenvolleys Haching, wo er der einzige deutsche Spieler im Kader war. 2019/20 spielte Sagstetter beim Bundesliga-Aufsteiger Heitec Volleys Eltmann. Nach der Insolvenz vom Volleyballverein Eltmann kehrte Jonas an den Utzweg zurück und spielte mit seinem Bruder Benedikt für den TSV Unterhaching. 2022 wechselte er zum Ligakonkurrenten WWK Volleys Herrsching. Nach der Saison 2022/23 gab Sagstetter an, sich zukünftig auf seine Beachvolleyballkarriere zu fokussieren und vorerst nicht mehr als Profi in der Halle aktiv zu sein.

## Karriere Beach
Jonas Sagstetter spielt mit seinem jüngeren Bruder Benedikt auch Beachvolleyball. Die Brüder hatten ihre ersten gemeinsamen Auftritte 2013 beim U17-Bundespokal in Damp. In den folgenden Jahren nahmen sie in unterschiedlichen Altersklassen an Landesmeisterschaften und deutschen Meisterschaften teil. Sie wurden 2015 bayerische Meister der U17 und U18 sowie 2016 bei der U18 und U19. 2017 wurden sie in Kiel-Schilksee deutsche Meister der U19 und 2018 in Berlin deutsche Meister der U20. 2019 spielten die Brüder in Dresden auch auf der Techniker Beach Tour. Nach dem Aus in der Gruppenphase des ersten Turniers der Comdirect Beach Tour 2020 qualifizierten sich die Brüder Anfang August beim zweiten Turnier für die Deutsche Meisterschaft im September, bei der sie Platz neun belegten.
Im Jahr 2021 spielten die Sagstetter-Brüder alle Turniere der Qualifier für Timmendorf, wobei zwei fünfte Plätze das beste Ergebnis waren. Bei den deutschen Meisterschaften am Timmendorfer Strand erzielten sie mit dem vierten Platz ihr bisher bestes Karriereergebnis.
Auf der German Beach Tour 2022 landeten die Brüder auf den Plätzen eins, drei, drei, drei und eins. Bei den deutschen Meisterschaften konnten die beiden mit dem zweiten Platz ihr Vorjahresergebnis sogar noch toppen.
Die German Beach Tour 2023 verlief für die Sagstetter-Brüder nominell etwas weniger erfolgreich, aber sie standen viermal im Halbfinale und holten zwei zweite und zwei dritte Plätze. Die deutschen Meisterschaften endeten mit einem fünften Platz. Parallel schlugen Sagstetter/Sagstetter auch vereinzelt auf der FIVB-World-Tour auf, ein dritter Platz beim Future im österreichischen Baden markierte das beste internationale Ergebnis.
2024 erreichten die Sagstetter-Brüder den zweiten Platz beim Future-Event im griechischen Ios.  Außerdem gewann Jonas Sagstetter auf der German Beach Tour 2024 mit Philipp Huster das zweite Turnier in Kühlungsborn. Die deutsche Meisterschaft endete für die Sagstetters auf dem neunten Platz. Auf der World Pro Tour 2024 erreichten sie bei den drei letzten Challenge-Turnieren in Asien die Plätze neunzehn, sieben und fünf.